# Dub in a Time of War
Dub in a Time of War è la rivisitazione dub dell'album Peace in a Time of War del gruppo musicale statunitense SOJA uscito nel 2004, due anni dopo.

## Tracce
1. Dub in a Time of War – 3:05
2. In Jah I Must Fear – 4:37
3. Jah Protect Dub – 3:47
4. Dub you Ever – 3:57
5. What it Takes – 4:27
6. Fox Rocks – 3:28
7. Just Like the Land – 4:06
8. Only Dub Will Stand – 3:27
9. Frienemy Dub – 4:06
10. Real Dub – 4:38
11. Jah Love – 4:29
12. Within Dub – 3:39
13. Negativity – 2:55
14. Revolve – 5:02
15. Se Acabo – 6:13